# لاوث وهورنكاسل (دائرة انتخابية في المملكة المتحدة)
لاوث وهورنكاسل (بالإنجليزية: Louth and Horncastle)‏ هي إحدى الدوائر الانتخابية في المملكة المتحدة الممثلة في مجلس العموم في برلمان المملكة المتحدة.
عضو البرلمان الذي يمثلها حالياً هو :Sir Peter Tapsell (Con).